# Нина Аасмяе
Нина Аасмяе (на естонски: Niina Aasmäe, на руски: Нина Аасмяэ) е руска и естонска езиковедка, професор, доктор по филология (от 2006 г.). Преподавателка в Тартуския университет.

## Биография
Родена е на 16 май 1947 г. в село Дегильовка (дн. Болшеберезниковски район, Мордовия), Руска СФСР, СССР. От 1954 до 1965 г. учи в гимназия в град Саранск, от 1965 до 1970 г. в Мордовския държавен университет „Николай Огарьов“, от 1972 до 1974 г. в Ленинградския държавен педагогически институт „Александър Херцен“. От 1976 до 1980 г. учи аспирантурата в Тартуския университет, след което докторантура (2004 – 2006). Била е на стаж в Англия, Италия, Швеция и Финландия.
Нейната научна дейност е в областта на фонологията и морфологията на ерзянския език, за които тя също така създава курс за обучение. Аасмяе живее и работи в Тарту, Естония. От 1979 до 2006 г. работи в центъра по езици на Тартуския университет, а от 2006 г. е изследовател във фино-угорския отдел на Института по естонска и обща лингвистика към Тартуския университет. Преподава английски и италиански език в центъра по езици и ерзянски език във финландско-угорския отдел. През 2015 г. в Естония тя издава учебник по ерзянски език.